# Матвеевка (Абанский район)
Матвеевка — деревня в Абанском районе Красноярского края России. Входит в состав Никольского сельсовета.

## История
Деревня основана в 1919 году. Но может быть и раньше, так в делах о репрессированных указано место рождения Матвеевка, а год их рождения 1906 https://memorial.krsk.ru/Articles/KP/6/n07.htm.
По данным 1929 года в Матвеевке имелось 35 хозяйств и проживало 200 человек (в основном — русские). Административно деревня входила в состав Троицкого сельсовета Абанского района Канского округа Сибирского края.

## География
Деревня находится в юго-западной части района, примерно в 17 километрах (по прямой) к северо-западу от посёлка Абан, административного центра района. Абсолютная высота — 246 метров над уровнем моря.

## Население
| 1926 | 1989 | 2002 | 2010 |
| ---- | ---- | ---- | ---- |
| 200  | ↘110 | ↘82  | ↘50  |

Гендерный состав
По данным Всероссийской переписи населения 2010 года 24 мужчины и 26 женщин из 50 чел.
Национальный состав
Согласно результатам переписи 2002 года, в национальной структуре населения русские составляли 95 %.

## Улицы
Уличная сеть деревни состоит из одной улицы (ул. Советская).